# Musée européen de la communication
Le Château Musée de la communication était un espace culturel présentant l'histoire de l'imprimerie, du télégraphe, du cinéma, de la radio, de la télévision et de la conquête spatiale. Ce musée était situé au château de Pignerolle, sur la commune de Saint-Barthélemy-d'Anjou, à côté d'Angers, dans le département de Maine-et-Loire.
Ouvert en 1992, le Musée de la Communication présentait au public une collection importante de 1300 pièces, dont 300 postes de radio, collectées par Guy Biraud, grand collectionneur et fondateur du musée. La muséographie était organisée sur près de 1000 m² dans le château de Pignerolle.
La collection présentée au public retraçait les grandes heures de la recherche de l'évolution des techniques de communication, de la préhistoire à nos jours, en passant par Léonard de Vinci, et en abordant les thèmes de l'imprimerie, du télégraphe, du téléphone, du cinéma, de la radio, de la télévision et de la conquête spatiale. Étaient également présentées la reconstitution du salon du Nautilus d'après Jules Verne, ainsi que l'arrivée de Neil Armstrong sur la Lune. Chaque personnage s'adressait directement au visiteur, et l'interpellait pour lui raconter sa vie.
Le Musée de la Communication a définitivement fermé ses portes au public le 20 décembre 2015 et a cessé d'exister le 31 décembre.